# 산타나톨리아디나르코
산타나톨리아디나르코(이탈리아어: Sant'Anatolia di Narco)는 이탈리아 움브리아주 페루자도에 위치한 코무네다. 페루자에서 남동쪽으로 60km 거리에 있다.